# Olho D'Água do Piauí
Olho D'Água do Piauí est une municipalité brésilienne située dans l'État du Piauí.